# Boulengerula uluguruensis
Boulengerula uluguruensis es una especie de anfibios gimnofiones de la familia Herpelidae.
Es endémica de Tanzania.
Sus hábitats naturales incluyen bosques secos tropicales o subtropicales, montanos secos, jardines rurales y zonas previamente boscosas ahora muy degradadas.